# وان هول
وان هول (انگلیسی: Van Hool) شرکت خودروسازی بلژیکی است، که در سال ۱۹۴۷ توسط رابرت ون هول تأسیس شد.